# Сумін (Староґардський повіт)
Сумін (пол. Sumin, нім. Summin) — село в Польщі, у гміні Староґард-Гданський Староґардського повіту Поморського воєводства.
Населення — 664 особи (2011).
У 1975-1998 роках село належало до Гданського воєводства.

## Демографія
Демографічна структура станом на 31 березня 2011 року:
|          | Загалом | Допрацездатний вік | Працездатний вік | Постпрацездатний вік |
| -------- | ------- | ------------------ | ---------------- | -------------------- |
| Чоловіки | 331     | 98                 | 212              | 21                   |
| Жінки    | 333     | 98                 | 189              | 46                   |
| Разом    | 664     | 196                | 401              | 67                   |